# Joseph Souham
Joseph Souham (Lubersac (Corrèze), 1760. április 30. – Versailles, 1837. április 28.) francia tábornok, a francia forradalmi és a napóleoni háborúk idején.

## Élete és pályafutása
A francia királyi hadseregben, mint közlegény szolgált 1782-1790 között.  1792-ben, miután a forradalom mellett hitet tett, megválasztották a Corrèze-i önkéntes zászlóalj parancsnokának. A Jemappes-i csatában  vett részt egységével.
1793-ban Souham dandártábornoki rangot szerzett a flandriai hadjáratban.  Amikor a hadsereg parancsnoka, Charles Pichegru megbetegedett, Souham vállalta hadsereg parancsnokságot, és legyőzte a szövetséges haderőt a Tourcoing-i csatában 1794 májusában. Pichegru oldalán harcolt Hollandiában (1795), de 1799-ben azzal gyanúsították meg, hogy részt vett a királypárti összeesküvésben. 1800-ban visszahívták és Jean Moreau alatt szolgált a dunai hadjáratban ebben az évben. A konzulátus idején abba a gyanúba esett, hogy részt vett a régi parancsnokai: Moreau és Pichegru oldalán a Georges Cadoudal féle összeesküvésben.
1800-1809 között szolgálaton kívül helyezték, de a tapasztalt tisztek hiánya miatt visszakerült aktív szolgálatba. Spanyolországba küldték, ahol egy jelentős részét a Gouvion-Saint-Cyr hadműveleteinek Katalóniában ő vezette.  Vicnél megsebesült, ezért grófi címmel kárpótolták.
1812-ben André Masséna marsall visszavonta Marmont hadseregét, amely épp akkor szenvedett vereséget a salamancai csatában , de Souhamra komoly feladatot bízott. 1812 októberében a Souham által megerősített portugáliai hadsereg  hatására Wellington kénytelen  volt felhagyni Burgos ostromával. A Venta del Pozo-i csatában visszaszorította az angol-portugál hadsereget Salamancáig. 1813 januárjában visszarendelték Franciaországba.
1813-ban átvette  Michel Ney hadosztályának a parancsnokságát. A lützeni csatában (1813) kitüntette magát bátorságával. Az orosz és porosz vegyes seregek ellen Gross-Gorschen (Großgörschen) környékét védte elkeseredetten. A lipcsei csatában megsebesült, miközben a III. hadtestet vezette.
Napóleon bukása után a királypártiak mellé állt, XVIII. Lajos parancsnokká nevezte ki és kitüntette.  Ezeket a kitüntetéseket Souham elvesztette Napóleon visszatérése idején, majd a második restauráció idején ismét visszakapta. 1832-ben ment nyugdíjba és 1837. április 28-án halt meg Versailles-ban.

## Fordítás
- Ez a szócikk részben vagy egészben  a   Joseph Souham című angol Wikipédia-szócikk fordításán alapul.  Az eredeti cikk szerkesztőit annak laptörténete sorolja fel. Ez a jelzés csupán a megfogalmazás eredetét és a szerzői jogokat jelzi, nem szolgál a cikkben szereplő információk forrásmegjelöléseként.